# Бирюков, Владислав Васильевич
Владисла́в Васи́льевич Бирюко́в (15 сентября 1972) — российский минералог и журналист, главный редактор и один из ведущих авторов еженедельника «Компьютерра». Кандидат геолого-минералогических наук, научный сотрудник кафедры минералогии геологического факультета Московского государственного университета. Автор ряда печатных работ в области космохимии, а также многочисленных статей в научно-популярной прессе, посвящённых современной науке и высоким технологиям.

## Биография
Родился 15 сентября 1972 года.
С 1989 по 1994 год учился на геологическом факультете Московского государственного университета
С 1998 года печатается в журнале «Компьютерра».
В 1998 году защитил кандидатскую диссертацию в области космохимии на тему «Минералогия и генетические типы вещества углистого хондрита Ефремовка», получив степень кандидата геолого-минералогических наук.
В 1999—2008 годы — руководитель отдела новостей журнала «Компьютерра»
С 2008 года — главный редактор журнала «Компьютерра»

## Журналистская деятельность
Владислав Бирюков является автором нескольких сотен статей, опубликованных в популярных изданиях издательского дома «Компьютерра»: «Компьютерра», «Домашний компьютер», «Инфобизнес», «CIO», «Бизнес-журнал», а также в журнале «Популярная механика». На протяжении семи лет он возглавлял отдел новостей еженедельника «Компьютерра», а с февраля 2008 по декабрь 2009 являлся его главным редактором вплоть до закрытия печатного издания.